# رادار الفتحة التركيبية

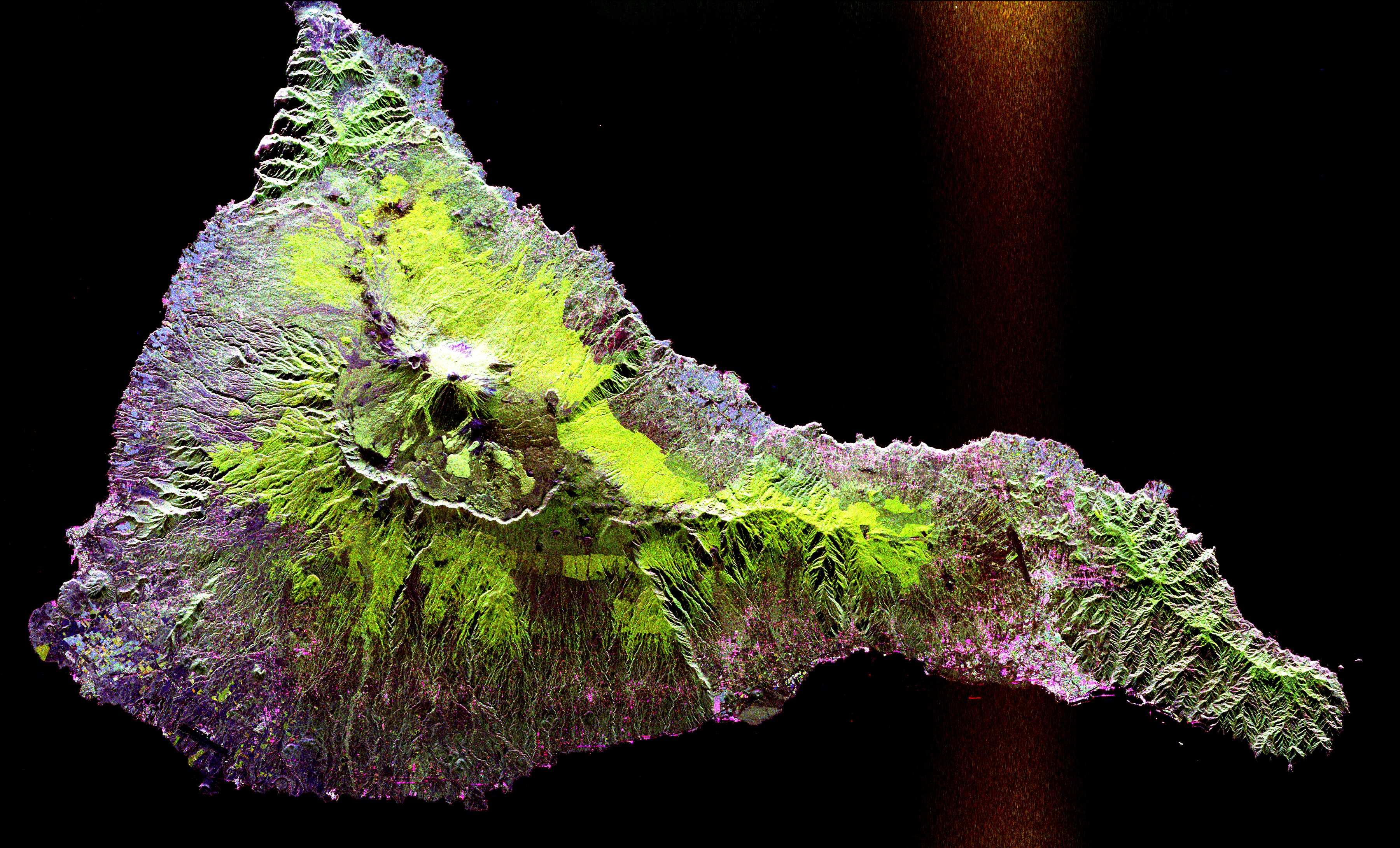
صورة رادارية لجزيرة تنريفي.

رادار الفتحة المتكافئة أو رادار الفتحة التركيبية (بالإنجليزية: Synthetic aperture radar) اختصارًا (SAR) هو أحد أشكال الرادار يُستخدم لإنشاء صور ثنائية أو ثلاثية الأبعاد للأشياء، مثل المناظر الطبيعية.
يستخدم الرادار "SAR" حركة الهوائي الراداري فوق المنطقة المُستهدفة لتوفير دقة مكانية أكثر دقة من رادارات المسح التقليدية. عادةً ما يتم تثبيته على منصة مُتحركة، كطائرة أو قمر صناعي، وتعود أصل الفكرة إلى شكل متقدم من الرادار المحمول جواً ذو المنظور الجانبي (SLAR). المسافة التي يقطعها جهاز الرادار فوق الهدف خلال الفترة التي يكون فيها المنطقة الُمستهدفة مضاءًة من موجات الرادار، تُكون "الفتحة المتكافئة" الاصطناعية. عادةً، كلما كانت الفتحة المُكافئة أطول، زادت دقة الصورة، بغض النظر عما إذا كان طول المُستقبل كبير (هوائي كبير) أو طول الفتحة الإصطناعية (هوائي متحرك) - وهذا يسمح لـ"SAR" بإنشاء صور عالية الدقة باستخدام هوائيات ذو طول صغير نسبيًا.

صورة توضيحية مُبسطة لمبدأ رادار الفتحة المُكافئة.

## وصلات خارجية
- InSAR measurements from the Space Shuttle
- Images from the Space Shuttle SAR instrument نسخة محفوظة 22 أكتوبر 2004 على موقع واي باك مشين.
- The Alaska Satellite Facility has numerous technical documents, including an introductory text on SAR theory and scientific applications
- NASA radar reveals hidden remains at ancient Angkor – مختبر الدفع النفاث